# Didi Conn
Didi Conn (Brooklyn - New York, 13 juli 1951), geboren als Edith Bernstein, is een Amerikaanse actrice.

## Biografie
Conn werd geboren in de borough Brooklyn van New York van Masorti-joodse komaf, en doorliep hier de high school aan de Midwood High School. 
Conn is vanaf 1984 getrouwd en heeft hieruit een adoptiezoon die geboren is met autisme, en sinds deze diagnose is Conn actief in allerlei stichtingen voor autisme.

## Filmografie

### Films
Uitgezonderd korte films.
- 2021 One December Night - als Norma
- 2020 The Mimic - als de roddelende vrouw
- 2018 Most Likely to Murder - als moeder van Billy
- 2016 Grease Live! - als Vi
- 2016 The Call – als Corrine
- 2008 Oh Baby! – als moeder van David
- 2005 Shooting Vegetarians – als Patrice
- 2002 Frida – als serveerster
- 2000 Thomas and the Magic Railroad – als Stacy Jones
- 1994 Shining Time Station: Second Chances – als Stacy Jones
- 1994 Shining Time Station: Queen for a Day – als Stacy Jones
- 1994 Shining Time Station: One of the Family – als Stacy Jones
- 1994 Shining Time Station: Once Upon a Time – als Stacy Jones
- 1993 A Flinstone Family Christmas – als Stella (stem)
- 1990 Shining Time Station: 'Tis a Gift – als Stacy Jones
- 1985 Star Fairies – als Spice (stem)
- 1983 The Magic Show – als Cal
- 1982 Grease 2 – als Frenchy
- 1978 Almost Summer – als Donna DeVito
- 1978 Grease – als Frenchy
- 1978 Murder at the Mardi Gras – als Julie Evans
- 1978 Three on a Date – als Eve Harris
- 1977 You Light Up My Life – als Laurie Robinson
- 1977 Handle with Care – als Jackie Morse
- 1977 Raggedy Ann & Andy: A Musical Adventure – als Raggedy Ann (stem)
- 1973 Genesis II – als tv actrice

### Televisieseries
Uitgezonderd eenmalige gastrollen.
- 2023 Harlan Coben's Shelter - als Martha Friedman - 6 afl.
- 2008 – 2010 Law & Order: Special Victims Unit – als verpleegster – 3 afl.
- 1989 – 1993 Shinig Time Station – als Stacy Jones – 65 afl.
- 1981 – 1984 Benson – als Denise Florence Stevens Downey – 73 afl.
- 1980 – 1981 The Fonz and the Happy Days Gang – als Cupcake – 24 afl.
- 1976 – 1977 The Practice – als Helen – 27 afl.

- International Standard Name Identifier: 0000 0000 3747 0349
- Library of Congress Control Number: n97110835
- Virtual International Authority File: 14061571
- WorldCat: E39PBJfCB4ycdvHMwwDy4WvmBP